# Crash d'un Super Sabre sur une école d'Okinawa
Le crash d'un Super Sabre sur une école d'Okinawa est survenu le 30 juin 1959 dans la ville actuelle d'Uruma alors que l'île d'Okinawa était sous administration civile américaine et que l'île était fortement militarisée.
L'accident a été causé par un North American F-100 Super Sabre de l'armée de l'air américaine au cours d'un vol d'entrainement parti de la base voisine de Kadena. Le moteur de l'avion a pris feu et l'aéronef s'est écrasé sur l'école élémentaire de Miyamori, détruisant aussi 35 maisons voisines. Onze étudiants de l'école ont été tués ainsi que six autres personnes du quartier. Il y a aussi eu 210 blessés dont 156 écoliers. Le pilote, le capitaine John G. Schmitt, Jr., 34 ans, a pu s'éjecter sans dommages.
L'enquête a trouvé que le moteur avait été réparé auparavant à Taiwan, et que le pilote avait dirigé l'avion vers une colline inhabitée avant son éjection.

## Suites
Cet accident a contribué à envenimer les relations entre les Okinawaïens et l'armée américaine présente sur place. Ce climat alimenté par d'autres accidents impliquant l'armée américaine a alimenté un puissant mouvement de résistance civile demandant le retour de l'île dans le giron du gouvernement japonais. Un mémorial a été érigé sur les lieux du crash en 1965.
Le 30 juin 2009, 800 personnes, dont plusieurs anciens élèves de l'école primaire Miyamori ont participé à la cérémonie d'hommage organisée à l'occasion du cinquantième anniversaire de la tragédie. À cette occasion, le gouverneur d'Okinawa Hirokazu Nakaima a indiqué dans son discours que « les Okinawaïens de cette époque ont été profondément attristés par cet accident à la suite duquel les vies d'enfants qui avaient des rêves et des espérances ont été perdues ».
Le crash et ses conséquences ont été mis en scène dans le film Himawari réalisé en 2012 par Yoshihiro Oikawa,.